# Ribes tolimense
Ribes tolimense är en ripsväxtart som beskrevs av José Cuatrecasas. Ribes tolimense ingår i släktet ripsar, och familjen ripsväxter. Inga underarter finns listade i Catalogue of Life.